# Star☆T
Star☆T（スタート）は、愛知県豊田市を拠点に活動する日本のローカルアイドルグループである。『ご当地アイドル殿堂入り』

## 概要
2011年（平成23年）に愛知県中北部の豊田・刈谷を中心に活動する自主映画製作集団「M.I.F（ミフ）」により制作されたケーブルテレビ番組「小坂本町一丁目テレビ」内での企画「豊田ご当地アイドル」でオーディションを行ない選抜されたメンバーにより「豊田を元気にしよう！」「みんなで盛り上がろう！」をキャッチフレーズに同年12月にステージデビューし活動を開始した。グループ名の「Star☆T」は豊田の星、Toyotaのスターを目指して名付けられている。
豊田市観光協会などと連携し、ご当地感あふれる楽曲とクオリティの高いステージパフォーマンス、10代から30代までの幅広い年齢層のメンバーキャラクター（全員豊田市在住）でたくさんの方を魅了し、地域密着、地域活性化アイドルとして、とよたの街を全国にアピールすることを目指している。平成24・25年度豊田市観光交流プロモーション認定事業。
2015年7月6日には豊田市より、市に対する愛着を育む活動「WE LOVE とよた」のサポーターに任命されている。
2021年12月18日、結成10年を迎えて日本ご当地アイドル活性協会から『ご当地アイドル殿堂入り』に認定された。

## 経歴
2011年
- 7月16日・21日、1期オーディション。
- 12月17日、「ハイブリッドフェスタ2011」にて12名でステージデビュー。

2012年
- 2月14日、デビューシングル「この街に生まれたから」「ひまわり」発表。
- 5月13日、2期オーディション 6名合格。
- 6月9日、1期オーディション合格者、里園侑希が活動合流。
- 7月14日、2期メンバー6名デビュー 以後17名で活動。
- 8月15日、セカンドマキシシングル「Dong! Dong!」発表。
- 12月15日、ハイブリッドフェスタ2012にてデビュー1周年を迎える。

2013年
- 2月10日、サードシングル「変わるもの、変わらないもの」発売。
- 5月30日、3期メンバー4名合格発表。
- 8月3日、3期メンバー4名デビュー、4thシングル「Swinging Star Forever」発売。

2014年
- 4月16日、5thシングル「ハイブリッドガール」発売。

2015年
- 4月5日、六本木BeeHiveにて東京初ワンマンライブを開催[4]。

2016年
- 1月21日、6thシングル「モノクロームデイズ」発売、発売に先立ち選抜メンバーが東京で新曲PR活動を行った[5]。
- 1月31日、「豊田アイドル映画プロジェクト」全国6個所上映＆ライブツアーをスタート[6]。
- 4月8日、豊田アイドル映画プロジェクト「restart」Soundtrack&Movies発表。
- 5月14日、2年ぶりとなる5期生オーディション。
- 7月31日、ワンマンライブ、T3などを集約し、定期的なワンマンライブ「Star☆T定期ライブ」開始。5期生8名が正メンバーに昇格。

2017年
- 3月 8日、約2年ぶりの7thシングル「コングラチュレーション〜希望の鐘の音〜」発表。
- 4月〜6月、「コングラチュレーション〜希望の鐘の音〜」がフジテレビ系全国ネット番組『奇跡体験!アンビリバボー』エンディングテーマとしてオンエア[7]。
- 4月、 青SHUN学園、ぴゅあ娘、旬野菜、Star☆Tの4組による全国帯同ツアーを敢行（名古屋、福岡、大阪、東京、札幌）。
- 7月 1日、6期生オーディション

2018年
- 2月14日、初のフルアルバム「メロウ」発表。
- 8月8日、牧野凪紗 ソロデビューシングル「STORY」発売。
- 日本女子プロ野球リーグ・アイドルサマーフェスティバル2018（2018年8月13日、京セラドーム大阪）[8]出演。

2019年
- 2月13日、8thシングル「ご当地ソング」発表。

2020年
- 2月15日、初となる「Star☆T×JTBコラボ企画　豊田の魅力発見ツアー」を実施
- 2月21日、Toyota Citizen Music Parkにて8期生お披露目。
- 4月1日、9thシングル「Woman」発売。
- 6月24日、8期生が正メンバーに昇格。
- 7月12日、8期生ライブデビュー。

2021年
- 10月2日、TOKYO IDOL FESTIVAL2021に出演。
- 12月18日、9期生が正メンバーに昇格。
- 12月18日、9期生ライブデビュー。
- 12月18日、結成10年を迎えて『ご当地アイドル殿堂入り』に認定。

2022年
- 8月10日、10期生の小松奈々、めいさが正メンバーに昇格。
- 9月7日、10期生の正司園優奈、しおりが正メンバーに昇格。
- 9月21日、10期生の西田ゆい、りこ。が正メンバーに昇格。
- 10月8日、10期生全員がライブデビュー。

2023年
- 8月9日、11期生が正メンバーに昇格。
- 8月14日、11期生ライブデビュー。

2024年
- 3月17日、年少メンバー7人で「すたーちゅ」を結成。すたーちゅメンバーは、team sol 又は lua に引き続き所属。
- 10月9日、12期生が正メンバーに昇格。

2025年
- 3月27日、Star☆T総会にて担当カラーの変更、チーム分けを「エルダー」と「すたーちゅ」に分けることが変更が発表される[9]。
- 9月20日、ダイアモンドホールでのワンマンライブで13期生お披露目予定。

## メンバー

### 現メンバー
| 名前       | よみ               | 期   | 生年月日（年齢）       | 血液型 | 担当カラー | 旧担当カラー | チーム     | 旧チーム | 選抜(25年8～9月) | X(旧Twitter)     | 備考                                                |
| ---------- | ------------------ | ---- | ---------------------- | ------ | ---------- | ------------ | ---------- | -------- | ---------------- | ---------------- | --------------------------------------------------- |
| 和久田朱里 | わくだあかり       | 2期  | 1994年5月15日（31歳）  | O型    | 紫         | 銀           | エルダー   | sol      | B選抜            | @startakarin     | 総監督、プロデューサー                              |
| 斉藤暉     | さいとうひかる     | 5期  | 1997年5月27日（28歳）  | B型    | 黄緑       | 黃           | エルダー   | lua      | B選抜            | @Start_hikaru    |                                                     |
| 佐藤瑠那   | さとうるな         | 5期  | 2004年8月26日（20歳）  | A型    | 桃         | 桃           | エルダー   | sol      | A選抜            | @Runa_start      |                                                     |
| 近藤実希   | こんどうみき       | 6期  | 2006年2月28日（19歳）  | A型    | 青         | 青           | エルダー   | sol      | B選抜            | @start__miki0228 | 2025年9月20日卒業予定                               |
| 和希       | かずき             | 8期  | 2005年1月19日（20歳）  | O型    | 白         | 白           | エルダー   | lua      | A選抜            | @StarT__kazk08   | エルダーサブリーダー                                |
| 小松奈々   | こまつなな         | 10期 | 2006年1月9日（19歳）   | B型    | 緑         | 黄緑         | エルダー   | lua      | A選抜            | @start_nana7     | エルダーリーダー                                    |
| りこ。     | りこ               | 10期 | 2009年5月19日（16歳）  | O型    | 緑         | 山吹         | すたーちゅ | sol      | B選抜            | @start_riko      | すたーちゅサブリーダー 2025年10月13日卒業予定       |
| 正司園優奈 | しょうじぞのゆうな | 10期 | 2010年12月1日（14歳）  | A型    |            | うぐいす     | すたーちゅ | lua      |                  | @start_showyou   | 学業のため2026年春まで休団中 担当カラーは復帰後発表 |
| しおり     | しおり             | 10期 | 2011年8月25日（13歳）  | A型    | 青         | るり         | すたーちゅ | lua      | A選抜            | @start_shiori08  | すたーちゅリーダー                                  |
| Sara       | さら               | 11期 | 2011年12月21日（13歳） | A型    | 水         | 檸檬         | すたーちゅ | sol      | A選抜            | @start_sara_     |                                                     |
| 有理       | ゆり               | 11期 | 2012年11月4日（12歳）  |        | 橙         | 茜           | すたーちゅ | lua      | A選抜            | @start_yuri      |                                                     |
| 夢野杏奈   | ゆめのあんな       | 12期 | 2007年10月12日（17歳） | O型    |            |              |            |          |                  | @start_annapi    | 学業のため2026年春まで休団中 担当カラーは復帰後発表 |
| 神楽優衣華 | かぐらゆいか       | 12期 | 2010年11月7日（14歳）  | A型    | 黄緑       |              | すたーちゅ |          |                  | @start_yuicha    | 学業のため2026年春まで休団中                        |
| ゆず       | ゆず               | 12期 | 2011年1月15日（14歳）  |        | 白         |              | すたーちゅ |          | B選抜            | @start_yuzunyan  |                                                     |
| のゆり     | のゆり             | 12期 | 2011年7月28日（14歳）  | O型    | 黃         |              | すたーちゅ |          | B選抜            | @start_noyuri    |                                                     |
| 実莉       | みのり             | 12期 | 2013年5月1日（12歳）   | A型    | 紫         |              | すたーちゅ |          | A選抜            | @StarT_miimii05  |                                                     |

### 旧メンバー
並びはグループ脱退順。
| 名前       | 期   | 生年月日               | 退団時年齢 | 血液型 | 担当カラー | チーム                  | 退団日         | 備考 |
| ---------- | ---- | ---------------------- | ---------- | ------ | ---------- | ----------------------- | -------------- | --- |
| Rio        | 1期  | 1993年10月30日（31歳） | 18歳       | B型    |            | -                       | 2012年5月末    | |
| ルーシー   | 1期  | 1998年6月4日（27歳）   | 14歳       | -      |            | -                       | 2012年6月末    | |
| 片岡萌     | 1期  | 1994年5月18日（31歳）  | 18歳       | -      |            | -                       | 2013年3月24日  | |
| いっこ     | 1期  | 1970年3月19日（55歳）  | 43歳       | -      |            | -                       | 2013年4月14日  | |
| 小川結莉   | 2期  | 1998年10月4日（26歳）  | 14歳       | -      |            | -                       | 2013年3月      | |
| 加藤瑞希   | 2期  | 1999年4月27日（26歳）  | 13歳       | A型    |            | -                       | 2013年4月14日  | 現：西葉瑞希。退団後、きゅい〜ん'ズに加入。 |
| 神山りくな | 3期  | 1987年5月19日（38歳）  | 26歳       | AB型   |            | シリウス                | 2013年11月     | |
| 里園侑希   | 1期  | 1984年10月9日（40歳）  | 29歳       | O型    |            | ヴィーナス              | 2014年1月18日  | 元リーダー |
| 横山七重   | 1期  | 1981年7月19日（44歳）  | 32歳       | A型    |            | シリウス                | 2014年3月30日  | |
| 竹端花澄   | 1期  | 1995年4月8日（30歳）   | 19歳       | B型    |            | ヴィーナス              | 2014年3月30日  | |
| 磯村明日美 | 1期  | 1997年11月10日（27歳） | 17歳       | AB型   |            | レッスン星              | 2015年3月31日  | |
| 相川舞音   | 3期  | 2000年6月24日（25歳）  | 14歳       | B型    |            | レッスン星              | 2015年3月31日  | |
| 森本凪彩   | 1期  | 1997年12月27日（27歳） | 18歳       | B型    |            | シリウス                | 2016年4月10日  | |
| 林美憂     | 2期  | 1999年9月15日（25歳）  | 16歳       | A型    |            | ヴィーナス              | 2016年4月10日  | |
| 千賀璃奈   | 2期  | 2000年12月8日（24歳）  | 15歳       | B型    |            | ヴィーナス              | 2016年4月10日  | |
| 安藤笑     | 1期  | 1995年8月7日（30歳）   | 20歳       | O型    |            | シリウス                | 2016年7月30日  | 2013年5月26日より休団、2014年4月26日活動再開 退団後、愛乙女☆DOLL、Jewel☆Cielを経てAnge☆Reveに在籍。                                                           |
| 橋本杏奈   | 1期  | 1995年9月11日（29歳）  | 20歳       | A型    |            | オリオン                | 2016年8月27日  | 「汐留グラビア甲子園2014」審査員特別賞受賞 元7☆3メンバー、退団後、P.IDLを経て 2020年よりプラチナムプロダクションに移籍し 「花巻杏奈」の芸名でタレント活動中。 |
| 橋本優奈   | 1期  | 1997年12月9日（27歳）  | 19歳       | A型    |            | ヴィーナス              | 2017年5月28日  | 2015年7月10日より休団 |
| 橋本佳那   | 1期  | 2001年7月26日（24歳）  | 16歳       | A型    |            | シリウス                | 2017年5月28日  | 元7☆3メンバー |
| ちさと     | 2期  | 2000年6月16日（25歳）  | 17歳       | B型    |            | シリウス                | 2017年5月28日  | |
| 中野采美   | 4期  | 2001年10月22日（23歳） | 15歳       | A型    |            | オリオン                | 2017年5月28日  | |
| 木戸怜緒奈 | 3期  | 1998年4月15日（27歳）  | 19歳       | B型    |            | ヴィーナス              | 2017年8月5日   | 2015年11月28日退団後、2016年12月26日より期間限定復帰 「スタースカウト総選挙2017」SHOWROOM賞受賞                                                               |
| 山下恋     | 5期  | 2001年12月15日（23歳） | 15歳       | A型    |            |                         | 2017年11月10日 | 退団後、the mistressとして活動再開 |
| 佐藤花音   | 5期  | 2003年1月24日（22歳）  | 15歳       | A型    | 朱色       |                         | 2018年9月23日  | |
| 伊藤楓花   | 5期  | 2002年9月20日（22歳）  | 16歳       | A型    | 橙色       | lua                     | 2019年2月8日   | |
| 上戸愛     | 6期  | 2003年8月5日（22歳）   | 16歳       | B型    | なでしこ   | lua                     | 2019年9月6日   | |
| 葉山寧々   | 7期  | 2003年2月20日（22歳）  | 16歳       | A型    | 橙         | lua                     | 2019年12月23日 | |
| 嶋﨑友莉亜 | 4期  | 1999年9月20日（25歳）  | 21歳       | O型    | 白         | オリオン→lua            | 2020年10月3日  | 元 7☆3メンバー 退団後、リリカライドとして活動再開 |
| 萩野陽向子 | 4期  | 2002年8月16日（23歳）  | 18歳       | B型    | 黃         | オリオン→lua            | 2021年2月28日  | |
| 牧野凪紗   | 3期  | 2001年3月15日（24歳）  | 20歳       | A型    | 赤         | ヴィーナス→sol          | 2021年6月20日  | |
| misola     | 4期  | 2001年10月28日（23歳） | 19歳       | B型    | 青         | オリオン→sol            | 2021年8月9日   | 退団後、リリカライドとして活動再開 |
| 朝空詩珠紅 | 4期  | 2002年1月11日（23歳）  | 19歳       | A型    | 桃         | オリオン→lua            | 2021年10月17日 | 元 7☆3メンバー 退団後、カリスマめんざいふっ！として活動 |
| 一愛       | 5期  | 2003年11月4日（21歳）  | 19歳       | A型    | 黄緑       | sol（サブリーダー）     | 2022年11月6日  | |
| 愛姫       | 9期  | 2010年6月4日（15歳）   | 12歳       | AB型   | 檸檬       | sol                     | 2022年11月6日  | |
| 瑠果       | 6期  | 2002年7月11日（23歳）  | 20歳       | A型    | 赤         | sol→lua（サブリーダー） | 2023年3月26日  | |
| 岡田歩佳   | 7期  | 2003年1月23日（22歳）  | 21歳       | A型    | 水         | sol                     | 2024年4月13日  | 退団後は役者として活動 |
| 石田成美   | 9期  | ????年3月6日           |            | O型    | 藤         | lua→sol                 | 2024年10月12日 | |
| 松崎夢七   | 5期  | 2002年12月28日（22歳） | 22歳       | O型    | 黒         | lua→エルダー            | 2025年1月11日  | 2018年9月23日に一度卒業、当時のカラーは水色 2024年1月27日に復帰                                                                                               |
| 荒武彩音   | 5期  | 1997年1月4日（28歳）   | 28歳       | A型    | 緑         | lua→エルダー            | 2025年3月29日  | luaリーダー |
| 伊勢実恩   | 6期  | 2003年1月15日（22歳）  | 22歳       | B型    | 紫         | sol→エルダー            | 2025年4月26日  | 元solリーダー、エルダーチームリーダー |
| 西田ゆい   | 10期 | 2008年5月5日（17歳）   | 17歳       | A型    | なでしこ   | lua→すたーちゅ          | 2025年6月8日   | すたーちゅリーダー |
| 優愛       | 8期  | 2007年10月31日（17歳） | 17歳       | B型    | 橙         | lua→エルダー            | 2025年7月20日  | |
| みゆ       | 9期  | 2005年1月27日（20歳）  | 20歳       | B型    | 黃         | sol→エルダー            | 2025年7月27日  | めいさは実妹 |
| めいさ     | 10期 | 2011年6月3日（14歳）   | 14歳       | B型    | 赤         | sol→すたーちゅ          | 2025年7月27日  | みゆは実姉 |

## 作品
※順位はオリコンウィークリーチャート最高位。

## 映像作品
| 発売日       | タイトル                                              | 規格品番 | 備考        | 備考 |
| ------------ | ----------------------------------------------------- | -------- | ----------- | --- |
| 2013年8月3日 | Star☆T BEST 201112-201303 MUSIC&MOVIE                 | CD+DVD   | -           | 2011年12月のデビューから2013年3月までのStar☆Tの軌跡を綴ったベスト盤。1st〜3rdシングル全曲（「この街に生まれたから」「ひまわり」はリマスター版）、全曲karaokeヴァージョン収録のCDミュージックビデオ、オーディションやレコーディング、イベント出演風景、撮り下ろし特典映像「動画写真集」付（96分の映像収録DVDの2枚組） |
| 2016年4月6日 | 豊田アイドル映画プロジェクトrestart Soundtrack&Movies | CD+DVD   | THPL 10〜12 | 豊田アイドル映画プロジェクトの短編映画6本（「ハローグッバイ」「カゲノワズラ」「豊田女子大学付属高校探偵同好会」「Documentary of Star☆T〜誰がモナカを食べたのか〜」「Girls Be Ambitious!」「豊田の星」)とサウンドトラック7曲を収録（CD1枚+映像収録DVDの2枚組）                                                        |

## 出演

### テレビ
- 愛知で！豊田で！ダンススタート！（2015年6月 - 2016年6月、ダンスチャンネル）[13]
- 発掘バトル どらヤバイ店に行ってみりん（ひまわりネットワーク）- シーズン3の随所に和久田朱里が出演
- じもサタ。（ひまわりネットワーク）- 和久田朱里、和希、みゆがレポーターとして出演
- PS純金（2025年2月7日、中京テレビ） - 近藤実希 ※ノンクレジット
- オードリーさん、ぜひ会ってほしい人がいるんです。（2025年3月31日、中京テレビ）- 和久田朱里

### ラジオ
- Star☆Tのいちについてよ〜いスタート！ - メンバーが週替わりで出演（2014年4月 - 、エフエムとよた）
- Pitch Double Decker（2014年2月 - 、PitchFM）- 和久田朱里「あかりんの部屋」
- 『ゆう♡らぶ』- 和久田朱里が火曜日を担当（2021年7月 - 、エフエムとよた）
- あすけ探訪－あすたん－ - 和久田朱里（エフエムとよた）
- BUZZ FRIDAY - 和久田朱里が毎月第1金曜日を担当（愛知北エフエム放送） ゲストとして以下のメンバーが出演
  - 2023年7月7日 - 伊勢実恩
  - 2023年8月4日 - 近藤実希、小松奈々
  - 2023年9月1日 - 伊勢実恩
  - 2023年10月6日 - 斉藤暉
  - 2023年11月3日 - りこ。、西田ゆい
  - 2024年2月2日 - 和希
  - 2024年3月1日 - みゆ
  - 2024年4月5日 - 岡田歩佳
  - 2024年5月3日 - めいさ、正司園優奈
  - 2024年7月5日 - 和希
  - 2024年8月2日 - しおり、Sara
  - 2024年10月4日 - 石田成美
  - 2024年12月6日 - 松崎夢七
  - 2025年2月7日 - 小松奈々
  - 2025年3月7日 - 荒武彩音
  - 2025年4月4日 - 実莉、有理
  - 2025年6月6日 - 西田ゆい、斉藤暉
  - 2025年7月4日 - みゆ、優愛、めいさ
  - 2025年8月1日 - しおり、ゆず
  - 2025年9月5日 - 近藤実希
- きんようびのアニマルランチタイム - 和希がゲスト出演（2025年3月7日、愛知北エフエム放送）

### ネット配信
- ネットTV「いちについてよーいスタート！」（2012年11月 - 2014年3月、YouTube）

### 舞台
- アリスインプロジェクト「真説・まなつの銀河に雪のふるほしNAGOYA[14]」（2017年6月7日 - 12日、うりんこ劇場） - 和久田朱里：睦月遥 役
- アリスインプロジェクト×演劇組織KIMYO「レッド・ホット・キッチン[15]」（2018年6月6日 - 11日、うりんこ劇場） - 嶋崎友莉亜：大石唐子 役、和久田朱里：近松まもり 役
- 演劇組織KIMYO「ハンザキ」 - 嶋﨑友莉亜：福井ほこら 役[16]名古屋公演（2018年11月1日 - 4日、名古屋市東文化小劇場） 大阪公演（2018年12月8日 - 9日、インディペンデントシアター2nd） 東京公演（2020年2月7日 - 9日、池袋・シアターグリーンBOX in BOX THEATER） 名古屋凱旋公演（2020年2月27日 - 3月1日、愛知県芸術劇場小ホール）
- Pinchi番地「カノジョまでの距離、そのあらゆる線分の長さ」（2018年11月3日 - 4日、ナビロフト） - 萩野陽向子：ひなたん 役
- 江古田の佐野企画「春、さようならは言わない」（2019年3月9日 - 10日、豊田市民文化会館大会議室） - 萩野陽向子：鈴木幸子 役
- アリスインプロジェクト「アリスインデッドリースクール 楽園・NAGOYA[17]」（2019年6月5日 - 10日、うりんこ劇場） - 和久田朱里：青池和磨 役、岡田歩佳：猪狩薫 役
- 演劇組織KIMYO「殺意〜ストリップショウ〜」（2019年6月19日 - 24日、ナビロフト） - 嶋﨑友莉亜
- パスファインダ制作室「Life pathfinder 2019 Tour to the end.」（2019年7月13日 - 15日、吉祥寺シアター） - 牧野凪紗
- 劇団蒼天の猫標識「さよならオフライン」（2019年8月29日 - 9月1日、ナビロフト） - 和久田朱里：オルフィーナ 役[18]
- パスファインダ制作室「パラノイアショー op.199」（2019年9月7日 - 8日、荻窪・杉並公会堂小ホール） - 牧野凪紗
- 劇団わに社「好きも嫌いもいつかは棺桶」花組（2019年10月2日 - 6日、ナビロフト） - 和久田朱里：下村マリ 役[19]
- AMミュージカル「ダリア」（2019年10月4日 - 6日、名古屋市東文化小劇場） - 嶋﨑友莉亜：井出礼美子 役[20]
- アリスインプロジェクト「クォーツ・ゲート〜裏庭には秘密が眠っている〜」（2020年10月29日 - 11月1日、名古屋市千種文化小劇場） - 和久田朱里：アマノ 役、岡田歩佳：須田 役
- 劇団わに社「しがみつく鰐」月組（2023年1月7日 - 8日、名古屋市千種文化小劇場） - 和久田朱里：カイ 役
- 安達健太郎×kids heart プロモーション 二人芝居『ふたりよがり』名古屋公演 「こんな時にこんな時だから」（2023年4月14日 - 16日、G/Pit） - 和久田朱里
- 演劇ユニットSCANP「アカボシ」チームA（2023年6月1日 - 4日、名古屋市千種文化小劇場） - 和久田朱里：早乙女七海 役
- 有頂天演劇Collaborations「ナイゲン2022」（2023年9月15日 - 17日、ささしまスタジオ） - 近藤実希：3148 役
- 名古屋ガールズ演劇プロジェクト第4弾「七人の部長」（2023年11月30日 - 12月3日、ナンジャーレ） - 佐藤瑠那：佐藤晴海 役
- オレンヂスタ「街窩の燈火」Before Theater「渓窩の晦冥」Bチーム（2024年2月14日 - 16日、ささしまスタジオ） - 和久田朱里：キヌ 役
- 劇団有頂天「恋はぐだぐだ」恋チーム（2024年2月16日 - 18日、ナンジャーレ） - 近藤実希：ミラ 役
- 名古屋クリエイト 体感型ホラー公演「Enigmatic Black」（2024年8月8日 - 11日、スタジオオール） - 小松奈々：クノ／少女役
- 名古屋ガールズ演劇プロジェクト第6弾「Bad ∞ End ∞ Night」（2025年3月14日 - 3月16日、愛知県芸術劇場 小ホール） - 和希：ミク 役

## 広報大使ほか
- とよたくすのき募金応援団（2014年3月）[21]
- 新☆豊田市誕生10周年プロジェクト連携事業（2015年1月）[22]
- 愛知県ラグビーフットボール協会広報大使（2015年4月）[23][24]
- WE LOVE とよた サポーターズ（2015年7月）[2]

## 受賞記録
- U.M.U AWARD2013 ALL JAPAN SELECTION30選出（2013年12月）
- 第3回熱闘アイドル甲子園優勝（2014年1月）[25]
- ニッショーご当地アイドル総選挙（東海地区）第4位（2014年3月）
- 関ヶ原アイドルウォーズ予選会 尾張・美濃の陣優勝 全国第6位 最終決戦第3位（2014年7月）
- 出れんの!?＠JAM!?最終公開オーディション審査出演 ＠JAM EXPO2014出演権獲得（2014年8月）
- 橋本杏奈 日テレ・汐留グラビア甲子園審査員特別賞（2014年8月）[10]
- U.M.U AWARD2014 ALL JAPAN SELECTION20選出（2014年12月）